# Emma Lou Diemer
Emma Lou Diemer (Kansas City (Missouri), 24 november 1927 – Santa Barbara (Californië), 2 juni 2024) was een Amerikaans componiste, muziekpedagoge en organiste.

## Levensloop
Diemer kreeg al als klein meisje pianolessen. Als kind schreef zij ook haar eerste stukjes en op 13-jarige leeftijd speelde zij orgel in de kerk. Zij studeerde piano en compositie onder andere bij Wiktor Labunski aan het Kansas City Conservatory of Music and Dance in Kansas City (Missouri). Daarna ging zij naar de Yale School of Music in New Haven (Connecticut) en behaalde daar haar Bachelor of Music (1949) en haar Master of Music (1950). Haar studies voltooide zij aan de befaamde Eastman School of Music in Rochester (New York) en zij promoveerde in 1960 tot Ph.D. (Philosophiæ Doctor). Met een studiebeurs van de Fulbright Foundation vervolgde zij haar studies piano en compositie aan het Koninklijk Conservatorium te Brussel (1952-53) en aan het Berkshire Music Center (zomer 1954 en 1955), nu:  Tanglewood Music Center. Als leraar kreeg zij onder andere Paul Hindemith en Ernst Toch. Van William Gant kreeg zij pianolessen en van Edna Scotten Billings orgellessen. 
Van 1954 tot 1957 doceerde zij aan scholen en conservatoria in de omgeving van Kansas City (Missouri) (Park College, William Jewell College, het Kansas City Conservatory of Music and Dance) en zij was tegelijkertijd organist in verschillende kerken. Na haar promotie aan de Eastman School of Music 1959 tot 1961 composer-in-residence met een studiebeurs van het Ford Foundation Young Composers Project aan verschillende scholen in de regio Music Educators National Conferencean Arlington (Virginia). In deze tijd schreef zij verschillende koralen en kleinere instrumentale stukken. 
Van 1962 tot 1965 was zij adviserend componiste bij het eigentijdse muziekproject van de Music Educators National Conference (MENC) en doceerde verder in de scholen rond Arlington (Virginia). In 1962 werd zij organist aan de Gereformeerde Lutherse kerk te Washington D.C.. 
Van 1965 tot 1970 was ze assistent-professor in muziektheorie en compositie aan de Universiteit van Maryland in College Park (Maryland). In 1971 werd zij professor voor muziektheorie en compositie aan de Universiteit van Californië - Santa Barbara; sinds 1991 is zij professor emeritus aldaar. Zij is eveneens organist-emeritus aan de First Presbyterian Church in Santa Barbara (Californië). 
Diemer was "composer-in-residence" van het Santa Barbara Symphony Orchestra van 1990 tot 1992. Zij behaalde verschillende prijzen en onderscheidingen, zoals Louisville Student Award, de Arthur Benjamin Award, het NEA fellowship in electronic music, de Kennedy Center Friedheim award (1995) voor haar Concerto in one movement, voor piano en de American Guild of Organists Composer of the Year award.
Als componiste schreef zij werken voor orkest, harmonieorkest, kamerensembles, solo-instrumenten, zang en elektronische muziek.
Diemer overleed op 2 juni 2024 op 96-jarige leeftijd.

## Composities

### Werken voor orkest

#### Symfonieën
- 1953 Symfonie nr. 1
- 1955 Symfonie nr. 2
  1. slow
  2. fast
- 1959 Symfonie nr. 3 on American Indian Themes
- 1961 Symfonie nr. 4 "Antique"
  1. Fast
  2. Flowing
  3. With spirit

#### Concerten voor instrumenten en orkest
- 1958 Concerto, voor klavecimbel en kamerorkest
- 1963 Concerto, voor dwarsfluit en orkest
- 1977 Concert Piece, voor orgel en orkest
- 1983 Concerto, voor trompet en orkest
- 1991 Concerto in One Movement, voor marimba en orkest
- 1991 Concerto in One Movement, voor piano en orkest
- 1995 Concerto in One Movement „Alaska“, voor orgel en kamerorkest
- 2004 Concerto in One Movement, voor piano en orkest

#### Andere werken voor orkest
- 1954 Suite, voor orkest
- 1959 Pavane, voor strijkorkest
- 1959 Youth Overture
- 1960 Rondo Concertante
- 1961 Festival Overture
- 1967 Fairfax Festival Overture
- 1985 Suite of Homages
- 1988 Serenade, voor strijkorkest
- 1996 Santa Barbara Overture
- 2004 Homage to Tsjaikovski
- 2004 Chumash Dance Celebration
- Aria, voor strijkorkest

### Werken voor harmonieorkest
- 1960 Brass Menagerie, suite
- 1981 La Rag
- Concert, voor dwarsfluit en harmonieorkest

### Missen, catates en gewijde muziek
- 1988 Christmas Cantata, „The Holy Chld“
- 1988 A Feast for Christmas, voor gemengd koor, koperkwintet en piano
- 1993 Kyrie, voor gemengd koor, piano 4 handig en orgel
- 1996 Gloria, voor gemengd koor, twee piano's en slagwerk
- 1996–2000 MASS (Mis), voor solisten, gemengd koor, twee piano's en slagwerk - tekst: Latijn

### Werken voor koren
- 1960 Three Madrigals, voor gemengd koor en piano - tekst: William Shakespeare
- 1970 Anniversary Choruses, op teksten uit de psalmen voor gemengd koor en orkest
- 1970 O to Make the Most Jubilant Song
- 1976 California Madrigals, voor gemengd koor en piano - tekst: Ina Coolbrith
  1. A Fancy
  2. Tomorrow is Too Far Away
  3. Cupid Kissed Me
- 1976 Four Poems by Alice Meynell, voor sopraan of tenor en kamerorkest
- 1976 From This Hour, Freedom Streicher und Schlagzeug
- 1984 Three Poems by Oscar Wilde
- 1984 More Madrigals
- 1985 Invocation, voor gemengd koor en orkest - tekst: May Sarton
- 1991 There is a Morn Unseen, voor gemengd koor en orkest - tekst: Emily Dickinson
- 1993 To Come So, voor gemengd koor, vrouwenkoor en kamerensemble

### Kamermuziek
- 1960 Blazerskwintet No. 1
- 1960 Declamation (Declamatie), voor koperblazers en slagwerk
- 1962 Sextet, voor piano en blazerskwintet
- 1972 Music, voor blazerskwintet
- 1974 Movement, voor dwarsfluit, hobo en orgel
- 1976 Movement, voor dwarsfluit, hobo, klarinet en piano
- 1987 Strijkkwartet No. 1
- 1990 Laudate, voor trompet en orgel
- 1992 Sextet, voor dwarsfluit, hobo, klarinet, viool, cello en piano
- 2000 Psalms, voor trompet en orgel
- 2000 Psalms, voor orgel en twee slagwerkers
- 2000 Psalm 122 and Psalm 1, voor bastrombone en orgel
- 2000 Psalm 121, voor orgel, koperblazers en slagwerk
- Chatsjatoerjan Toccata, voor dwarsfluit en piano

### Werken voor orgel
- 1951 St. Anne
- 1957 Festival Voluntary for the Feast of St. Mark
- 1958 Fantasie
- 1959 Hymn setting on He Leadeth Me
- 1960 Ten Hymn Preludes
- 1964 Toccata
- 1965 Seven Hymn Preludes
- 1967 Fantasy on „O Sacred Head“
- 1969 Toccata and Fugue
- 1970 Celebration, Seven Hymn Settings
- 1970 Three Fantasies on Advent/Christmas Hymns
- 1973 Declarations
- 1976 Jubilate and Contrasts
- 1982 Elegy for Organ Duo
- 1984 Suite of Easter Hymns
- 1992 Psalms for Organ
- 1994 God With Us, Eleven Pieces for Organ
- 1995 We Praise Your Name, suite for Organ on „Grosser Gott“

### Werken voor piano
- 1961 Time Pictures
- 1965 Seven Etudes
- 1971 Sound Pictures
- 1971 Four on a Row
- 1979 Toccata
- 1993 Fantasy for Piano

### Werken voor klavecimbel
- 1992 Toccata

### Muziek voor slagwerk
- 1955 Toccata, voor marimba
- 1980 Solotrio, voor xylofoon, vibrafoon en marimba (een slagwerker)
- 1990 Concerto in One Movement, voor marimba
- 2004 Toccata for Six, voor 2 xylofoons, 2 marimba, 2 vibrafoons
- Ice Rhythm (solo marimba)
- Toccata for Timpani (solo timpani)

### Elektronische muziek
- 1978 Patchworks, voor 2- or 4-kanaals geluidsband creëerd  van Electrocomp 101 en sequenzer[bron?]
- 1980 Scherzo
- 1982 God is Love, voor zevenstemmig gemengd koor en geluidsband
- 1984 A Day in the Country, voor klarinet en geluidsband
- 1985 The Lord's Prayer, voor gemengd koor en geluidsband (of orgel)
- 1986 Church Rock, voor orgel en geluidsband
- 1989 Serenade, voor blazerskwintet en geluidsband